# Österreichische Fußball-Frauenmeisterschaft 1999/2000
Die österreichische Fußball-Frauenmeisterschaft wurde 1999/2000 zum 28. Mal nach der 35-jährigen Pause zwischen 1938 und 1972 ausgetragen. Die höchste Spielklasse ist die Frauen-Bundesliga und wurde zum 18. Mal durchgeführt. Die zweithöchste Spielklasse, in dieser Saison die 21. Auflage, wurde in zwei regionale Ligen unterteilt, wobei die 2. Division Ost als auch die Regionalliga West zum 6. Mal ausgetragen wurde.
Österreichischer Fußballmeister wurde zum elften Mal USC Landhaus. Die Meister der zweithöchsten Spielklasse wurden SC Stattersdorf (Ost) und Schwarz-Weiß Bregenz (West).

## Erste Leistungsstufe – Frauen-Bundesliga

### Modus
Jedes Team spielte gegen jedes andere zweimal in insgesamt 14 Runden. Ein Sieg wurde mit drei Punkten belohnt, ein Unentschieden mit einem Zähler.

### Saisonverlauf
Die Liga setzte sich, anders als im Vorjahr, als sieben Vereine teilnahmen, aus acht Teams zusammen. Anstelle des abgestiegenen ASV Vösendorf traten die aufgestiegenen Vereine SC Brunn am Gebirge und FC Hellas Kagran an. Die Spielgemeinschaft SG FFC Tirol/IAC löste sich auf und der Innsbrucker AC übernahm das Frauenteam. Meister wurde in der höchsten Spielklasse die USC Landhaus, die damit insgesamt ihren elften Titel gewann. Gleichzeitig sind sie an der Teilnahme zur UEFA Women’s Cup 2001/02, der in der nächsten Saison zum ersten Mal ausgetragen wird, berechtigt. Diese Saison gab es keinen Absteiger.

### Abschlusstabelle
Die Meisterschaft endete mit folgendem Ergebnis:
| Pl.                                                    | Verein                    | Sp. | S  | U | N  | Tore    | Diff. | Punkte |
| ------------------------------------------------------ | ------------------------- | --- | -- | - | -- | ------- | ----- | ------ |
| 1.                                                     | USC Landhaus              | 14  | 12 | 2 | 0  | 101:130 | +88   | 38     |
| 2.                                                     | Union Kleinmünchen (M, C) | 14  | 11 | 2 | 1  | 078:200 | +58   | 35     |
| 3.                                                     | SV Neulengbach            | 14  | 10 | 1 | 3  | 063:210 | +42   | 31     |
| 4.                                                     | Innsbrucker AC B1         | 14  | 8  | 1 | 5  | 051:280 | +23   | 25     |
| 5.                                                     | ESV Süd-Ost               | 14  | 5  | 0 | 9  | 027:450 | −18   | 15     |
| 6.                                                     | SC Brunn am Gebirge (N)   | 14  | 3  | 0 | 11 | 013:640 | −51   | 09     |
| 7.                                                     | 1. DFC Leoben             | 14  | 2  | 1 | 11 | 027:600 | −33   | 07     |
| 8.                                                     | FC Hellas Kagran (N)      | 14  | 1  | 1 | 12 | 013:122 | −109  | 04     |
| Stand: Endstand nach dem Grunddurchgang. Quelle: NOeFV |                           |     |    |   |    |         |       |        |

| (M) | Österreichischer Fußball-Frauenmeister 1998/99 |
| (C) | ÖFB-Ladies-Cup-Sieger 1998/99                  |
| (N) | Neuaufsteiger der Saison 1998/99               |

Aufsteiger
- 2. Division Ost: SC Stattersdorf
- Regionalliga West: Schwarz-Weiß Bregenz

### Torschützenliste
Nina Aigner (USC Landhaus) wurde in dieser Saison ihren Titel als Torschützenkönigin.
| Pl. | Name               | Team               | Tore |
| --- | ------------------ | ------------------ | ---- |
| 01. | Nina Aigner        | USC Landhaus       | 27   |
| 02. | Gertrud Stallinger | Union Kleinmünchen | 24   |
| 03. | Monik Gerzova      | USC Landhaus       | 21   |
| 04. | Birgitt Hufnagl    | SV Neulengbach     | 17   |
| 05. | Maria Gstöttner    | SV Neulengbach     | 15   |
| 06. | Andrea Stadlhuber  | Union Kleinmünchen | 14   |
| 07. | Elke Scheubmayr    | Innsbrucker AC     | 12   |
| 08. | Sabine Eder        | USC Landhaus       | 10   |
| 08. | Milena Padaric     | USC Landhaus       | 10   |
| 10. | Barbara Brandmaier | Innsbrucker AC     | 09   |
| 10. | Petra Kühnel       | USC Landhaus       | 09   |
| 10. | Verena Nagl        | Innsbrucker AC     | 09   |

## Zweite Leistungsstufe
Um die Kosten für die Vereine zu reduzieren, wird diese in drei regionalen Gruppen ausgespielt: 2. Division Ost, Landesliga Steiermark und Regionalliga West.
Die zweite Leistungsstufe bestand aus drei Ligen, getrennt nach Regionen:
- 2. Division Ost mit den Vereinen aus Burgenland (BFV), Niederösterreich (NÖFV) und Wien (WFV),
- Landesliga Steiermark (StFV),
- Regionalliga West mit den Vereinen aus Tirol (TFV) und Vorarlberg (VFV).

### 2. Division Ost

#### Modus
Jeder spielte gegen jeden zweimal in 14 Runden. Ein Sieg wurde mit drei Punkten belohnt, ein Unentschieden mit einem Zähler.

#### Saisonverlauf
Die Liga setzte sich gegenüber dem Vorjahr, in dem elf Vereine teilnahmen, aus acht Teams zusammen. Im Vergleich zum letzten Jahr, waren in dieser Meisterschaft der SC Dörfl statt der aufgestiegenen Vereine SC Brunn am Gebirge und FC Hellas Kagran, FFC Wien United 1998 und des DFC Obersdorf vertreten. Meister in 2. Division Ost wurde in dieser Saison der SC Stattersdorf, der somit berechtigt ist, nächste Saison in der höchsten Leistungsklasse zu spielen.

#### Abschlusstabelle
Die Meisterschaft endete mit folgendem Ergebnis:
| Pl.                            | Verein                           | Sp. | S  | U | N  | Tore    | Diff. | Punkte |
| ------------------------------ | -------------------------------- | --- | -- | - | -- | ------- | ----- | ------ |
| 1.                             | SC Stattersdorf                  | 14  | 12 | 1 | 1  | 057:800 | +49   | 37     |
| 2.                             | SV Horn                          | 14  | 9  | 2 | 3  | 046:180 | +28   | 29     |
| 3.                             | DFC Heidenreichstein             | 14  | 8  | 2 | 4  | 030:230 | +7    | 26     |
| 4.                             | SG Ardagger/Neustadtl            | 14  | 7  | 2 | 5  | 046:240 | +22   | 23     |
| 5.                             | SC Damen Dörfl (N)               | 14  | 6  | 3 | 5  | 025:250 | ±0    | 21     |
| 6.                             | SG USC Rohrbach/SV Böheimkirchen | 14  | 4  | 1 | 9  | 022:360 | −14   | 13     |
| 7.                             | DFV Juwelen Janecka              | 14  | 3  | 2 | 9  | 022:470 | −25   | 11     |
| 8.                             | ASV Nickelsdorf                  | 14  | 0  | 1 | 13 | 005:720 | −67   | 01     |
| Stand: Endstand. Quelle: NOeFV |                                  |     |    |   |    |         |       |        |

| (N) | Neueinsteiger aus der Landesliga der Saison 1998/99 |

Aufsteiger
- Burgenland: keiner
- Niederösterreich: keiner
- Wien: ASK Erlaa

#### Torschützenliste
Ilse Kopatz (USC Landhaus) wurde in dieser Saison ihren Titel als Torschützenkönigin.
| Pl. | Name                 | Team                  | Tore |
| --- | -------------------- | --------------------- | ---- |
| 01. | Ilse Kopatz          | SC Stattersdorf       | 15   |
| 02. | Eveline Gabler       | SV Horn               | 12   |
| 03. | Roswitha Bundschuh   | SC Stattersdorf       | 11   |
| 03. | Nicole Kondert       | SV Horn               | 11   |
| 03. | Sonja Reichl         | SC Stattersdorf       | 11   |
| 06. | Sonja Pfaffeneder,   | SG Ardagger/Neustadtl | 10   |
| 06. | Angela Schörgenhuber | SG Ardagger/Neustadtl | 10   |
| 06. | Jana Zackova         | DFC Heidenreichstein  | 10   |
| 09. | Marion Gröbner       | SG Ardagger/Neustadtl | 09   |
| 10. | Heide-Marie Märk     | SC Dörfl              | 08   |

### Landesliga Steiermark

#### Modus
Die Landesliga Steiermark wurde mit 9 Vereinen gespielt.

#### Saisonverlauf
Die Liga setzte sich aus insgesamt neun Vereinen zusammen, die von der unteren Spielklasse aufsteigen wollten. Erster Meister der Landesliga Steiermark wurde SC St. Ruprecht/Raab, die jedoch nicht berechtigt waren in der nächsten Saison in der höchsten Spielklasse zu spielen.

#### Abschlusstabelle
Die Meisterschaft endete mit folgendem Ergebnis:
| Pl.                           | Verein                  | Sp. | S  | U | N  | Tore    | Diff. | Punkte |
| ----------------------------- | ----------------------- | --- | -- | - | -- | ------- | ----- | ------ |
| 1.                            | SC St. Ruprecht/Raab    | 16  | 14 | 2 | 0  | 111:800 | +103  | 44     |
| 2.                            | USV Eichberg            | 16  | 13 | 2 | 1  | 120:900 | +111  | 41     |
| 3.                            | LUV Graz                | 16  | 12 | 2 | 2  | 088:160 | +72   | 38     |
| 4.                            | USV Seckau              | 16  | 9  | 0 | 7  | 083:480 | +35   | 27     |
| 5.                            | USC Schäffern           | 16  | 7  | 1 | 8  | 043:520 | −9    | 22     |
| 6.                            | SK Stojen               | 16  | 4  | 2 | 10 | 028:610 | −33   | 14     |
| 7.                            | USV Wundschuh           | 16  | 4  | 2 | 10 | 022:880 | −66   | 14     |
| 8.                            | FC Ligist               | 16  | 2  | 2 | 12 | 011:108 | −97   | 08     |
| 9.                            | FC Piberstein Lankowitz | 16  | 0  | 1 | 15 | 013:129 | −116  | 01     |
| Stand: Endstand. Quelle: StFV |                         |     |    |   |    |         |       |        |

Aufsteiger
- keiner

### Regionalliga West

#### Modus
Die Liga bestand aus neun Vereinen, die in 2 Durchgängen, zwei Hin- und Rückrunden, gegeneinander spielten. So wurden in 12 Runden der Meister der Regionalliga West ermittelt.

#### Saisonverlauf
Die Regionalliga West begann am 1. Mai 1999 und endete am 12. Juni 1999 mit der 12. Runde. Auftaktspiel war die Begegnung zwischen dem FC Egg und dem SK Zirl. Meister wurde der FC Egg, der jedoch in die höchste Spielklasse aufsteigen wollte. SK Zirl wurde Letzter.

#### Abschlusstabelle
Die Meisterschaft endete mit folgendem Ergebnis:
| Pl.                          | Verein                      | Sp. | S  | U | N  | Tore    | Diff. | Punkte |
| ---------------------------- | --------------------------- | --- | -- | - | -- | ------- | ----- | ------ |
| 1.                           | Schwarz-Weiß Bregenz        | 16  | 16 | 0 | 0  | 167:200 | +165  | 48     |
| 2.                           | FC Lingenau (N)             | 16  | 12 | 1 | 3  | 088:270 | +61   | 37     |
| 3.                           | SK Zirl                     | 16  | 10 | 3 | 3  | 098:250 | +73   | 33     |
| 4.                           | FC Egg                      | 16  | 10 | 2 | 4  | 067:320 | +35   | 32     |
| 5.                           | FC Alberschwende (N)        | 16  | 7  | 0 | 9  | 063:510 | +12   | 21     |
| 6.                           | Schwarz-Weiß Bregenz II (N) | 16  | 6  | 2 | 8  | 026:690 | −43   | 20     |
| 7.                           | FC Fussach (N)              | 16  | 4  | 0 | 12 | 020:950 | −75   | 12     |
| 8.                           | FC Götzis (N)               | 16  | 1  | 2 | 13 | 015:119 | −104  | 05     |
| 9.                           | New Energy 95 Lustenau (N)  | 16  | 0  | 2 | 14 | 007:131 | −124  | 02     |
| Stand: Endstand. Quelle: TFV |                             |     |    |   |    |         |       |        |

| (N) | Neueinsteiger aus der Landesliga der Saison 1998/99 |

Aufsteiger
- Tirol: Innsbrucker AC II
- Vorarlberg: keiner

## Dritte Leistungsstufe

### NÖ Frauenliga

#### Modus
Die Liga bestand aus zehn Vereinen, die in 2 Durchgängen, in einer Hin- und Rückrunde, gegeneinander spielten. So wurden in 18 Runden der Herbstmeister ermittelt. Im Frühjahr spielten die ersten fünf in 2 Durchgängen, in einer Hin- und Rückrunde um den Meister der NÖ Frauenliga. Die letzten spielten im demselben Modus um den Abstieg.

#### Saisonverlauf
Die Liga setzte sich gegenüber dem Vorjahr, in dem acht Vereine teilnahmen, aus zehn Klubs zusammen, denn der 2. Frauenmannschaften von ESV Süd-Ost war nicht dabei, stattdessen spielte SC Münchendorf und ASV Unterwaltersdorf mit. Meister wurde in dieser Saison die der ASK Erlaa, der berechtigt ist in die höhere Spielklasse, 2. Division Ost, aufzusteigen. SC Münchendorf und ASV Unterwaltersdorf stiegen wieder in die untere Spielklasse ab.

#### Tabellen
Es sind keine Tabellen über den Grunddurchgang im Herbst vorhanden.
Oberes Play-off (Abschlusstabelle)
Das Obere Play-off endete mit folgendem Ergebnis:
| Pl.                            | Verein                   | Sp. | S | U | N | Tore    | Diff. | Punkte |
| ------------------------------ | ------------------------ | --- | - | - | - | ------- | ----- | ------ |
| 1.                             | ASK Erlaa                | 8   | 6 | 1 | 1 | 022:100 | +12   | 19     |
| 2.                             | FC Hellas Kagran Wien II | 8   | 5 | 1 | 2 | 029:210 | +8    | 16     |
| 3.                             | USC Landhaus II          | 8   | 5 | 0 | 3 | 023:120 | +11   | 15     |
| 4.                             | FSG Wienerwald West (N)  | 8   | 1 | 2 | 5 | 017:280 | −11   | 05     |
| 5.                             | SC Moosbrunn             | 8   | 0 | 2 | 6 | 004:240 | −20   | 02     |
| Stand: Endstand. Quelle: NOeFV |                          |     |   |   |   |         |       |        |

| (N) | Neueinsteiger der Saison 1998/99 |

Unteres Play-off (Abschlusstabelle)
Das Untere Play-off endete mit folgendem Ergebnis:
| Pl.                            | Verein                   | Sp. | S | U | N | Tore    | Diff. | Punkte |
| ------------------------------ | ------------------------ | --- | - | - | - | ------- | ----- | ------ |
| 1.                             | SV Horn II               | 8   | 5 | 3 | 0 | 022:600 | +16   | 18     |
| 2.                             | SV Langenrohr            | 8   | 4 | 3 | 1 | 019:110 | +8    | 15     |
| 3.                             | SC Hof/Leitha            | 8   | 2 | 5 | 1 | 011:800 | +3    | 11     |
| 4.                             | SC Münchendorf (N)       | 8   | 2 | 2 | 4 | 012:230 | −11   | 08     |
| 5.                             | ASV Unterwaltersdorf (N) | 8   | 0 | 1 | 7 | 005:210 | −16   | 01     |
| Stand: Endstand. Quelle: NOeFV |                          |     |   |   |   |         |       |        |

| (N) | Neueinsteiger der Saison 1998/99 |

Aufsteiger NÖ-Frauenliga Nordost
- SV Groß Schweinbarth
- ASK Erlaa II
- DFV Juwelen Janecka II

Aufsteiger NÖ-Frauenliga Nordwest
- ATSV Hollabrunn
- SG Kottes/Stein
- SV Stockerau

### OÖ. Frauenfußball Landesliga

#### Modus
Die Landesliga Oberösterreich wurde mit 4 Vereinen gespielt.

#### Saisonverlauf
Die Liga setzte sich gegenüber dem Vorjahr, in dem sechs Vereine teilnahmen, aus sechs Klubs zusammen, denn die UFC Peterskirchen/Andrichsfurt und SV Taufkirchen/Pram waren nicht dabei. Sieger der Landesliga wurde in dieser Saison die 2. Frauenmannschaft des Union Kleinmünchen, der berechtigt war in die neugegründete 2. Division Mitte aufzusteigen, ebenso stieg der SV Garsten, der Meister der OÖ. Frauenfußball Landesliga, auf. Union Babenberg Linz Süd und ATSV Sattledt stiegen in die untere Spielklasse ab.

#### Abschlusstabelle
Die Meisterschaft endete mit folgendem Ergebnis:
| Pl.                          | Verein                   | Sp. | S  | U | N | Tore    | Diff. | Punkte |
| ---------------------------- | ------------------------ | --- | -- | - | - | ------- | ----- | ------ |
| 1.                           | Union Kleinmünchen II    | 12  | 10 | 1 | 1 | 041:130 | +28   | 31     |
| 2.                           | SV Garsten               | 12  | 5  | 2 | 5 | 032:230 | +9    | 17     |
| 3.                           | Union Babenberg Linz Süd | 12  | 5  | 1 | 6 | 029:310 | −2    | 16     |
| 4.                           | ATSV Sattledt            | 12  | 1  | 2 | 9 | 016:510 | −35   | 05     |
| Stand: Endstand. Quelle: OFV |                          |     |    |   |   |         |       |        |

Aufsteiger
- ASKÖ Doppl/Hart 74
- Union Kleinmünchen III
- ATSV Vorwärts Neuzeug
- UFC Peterskirchen/Andrichsfurt
- Union Schweinbach
- USV Wolfern

### Salzburger Landesliga

#### Modus
Die Liga bestand aus vier Vereinen, die in 4 Durchgängen, in zwei Hin- und Rückrunden, gegeneinander spielten. So wurden in 12 Runden der Meister der Salzburger Landesliga ermittelt.

#### Saisonverlauf
Die Liga setzte sich gegenüber dem Vorjahr, in dem sieben Vereine teilnahmen, aus vier Klubs zusammen, denn SK/FFC Bruck, 1. Halleiner SK und USC Mariapfarr-Weißpriach waren nicht dabei. Meister wurde in dieser Saison ESV-ASKÖ Saalfelden-Harham, die berechtigt war in die neugegründete 2. Division Mitte aufzusteigen, ebenso stieg der PSV Schwarz-Weiß Salzburg und der USK Hof auf. DFC Anthering blieb in der Salzburger Landesliga.

#### Abschlusstabelle
Die Meisterschaft endete mit folgendem Ergebnis:
| Pl.                                    | Verein                     | Sp. | S | U | N  | Tore    | Diff. | Punkte |
| -------------------------------------- | -------------------------- | --- | - | - | -- | ------- | ----- | ------ |
| 1.                                     | ESV-ASKÖ Saalfelden-Harham | 12  | 9 | 1 | 2  | 039:110 | +28   | 28     |
| 2.                                     | PSV Schwarz-Weiß Salzburg  | 12  | 6 | 2 | 4  | 026:240 | +2    | 20     |
| 3.                                     | DFC Anthering              | 12  | 6 | 1 | 5  | 041:190 | +22   | 19     |
| 4.                                     | USK Hof                    | 12  | 0 | 2 | 10 | 003:550 | −52   | 02     |
| Stand: Endstand. Quelle: Salzburg Wiki |                            |     |   |   |    |         |       |        |

Aufsteiger
- keine Informationen

### Tiroler Landesliga Damen

#### Modus
Die Liga bestand aus vier Vereinen, die in einer Hin- und Rückrunde, gegeneinander spielten. So wurden in 6 Runden der Meister der Tiroler Landesliga ermittelt.

#### Saisonverlauf
Die Liga setzte sich wie bereits bei der vorher letzten Austragung 1994/95 wieder aus vier Klubs zusammen. Die 2. Damenmannschaft der Sportunion Inzing sowie der SV Wörgl und der SV Umhausen waren nicht mehr dabei, stattdessen spielte erstmals SV Hall, SV Matrei und TSU Tarrenz mit. Meister wurde in dieser Saison die 2. Damenmannschaft des Innsbrucker AC, die damit in die Regionalliga West aufstieg.

#### Abschlusstabelle
Die Meisterschaft endete mit folgendem Ergebnis:
| Pl.                          | Verein            | Sp. | S | U | N | Tore    | Diff. | Punkte |
| ---------------------------- | ----------------- | --- | - | - | - | ------- | ----- | ------ |
| 1.                           | Innsbrucker AC II | 6   | 6 | 0 | 0 | 038:300 | +35   | 18     |
| 2.                           | SV Matrei         | 6   | 4 | 0 | 2 | 018:100 | +8    | 12     |
| 3.                           | SV Hall           | 6   | 1 | 0 | 5 | 006:170 | −11   | 03     |
| 4.                           | TSU Tarrenz       | 6   | 1 | 0 | 5 | 008:400 | −32   | 03     |
| Stand: Endstand. Quelle: TFV |                   |     |   |   |   |         |       |        |

Aufsteiger
- keine, die Liga wurde nach der Saison aufgelöst und der Spielbetrieb in einer Landesliga in Tirol erst 2004/05 wieder aufgenommen

### Vorarlberg Landesliga Damen
Es liegen keine Aufzeichnungen über eine Austragung des Wettbewerbes vor. In die Regionalliga West Damen stieg diesmal keiner aus Vorarlberg auf.